# Ecamphicteis elongata
Ecamphicteis elongata är en ringmaskart. Ecamphicteis elongata ingår i släktet Ecamphicteis och familjen Ampharetidae. Inga underarter finns listade i Catalogue of Life.